# Макртумян, Сирануш Сааковна
Сирануш Сааковна Макртумян (1920 — 1980) — передовик советского сельского хозяйства, звеньевая колхоза «Кармир ранчпар» Иджеванского района Армянской ССР, Герой Социалистического Труда (1950).

## Биография
Родилась в 1920 году в селе Саригюх, ныне Тавушской области республики Армения в армянской семье крестьянина.
Вся ее трудовая деятельность связана с работой в сельском хозяйстве в родном селе. В 1936 году вступила в местный колхоз «Кармир ранчпар». В послевоенные годы возглавила табаководческое звено в колхозе. В 1949 году её коллектив получил высокий урожай табака сорта «Трапезонд», 25 центнеров с гектара на площади 3,5 гектара, что больше чем в 2,5 раза плановых показателей.
За получение высоких урожаев хлопка на поливных землях и табака в 1949 году, Указом Президиума Верховного Совета СССР от 14 июня 1950 года Сирануш Сааковне Макртумян было присвоено звание Героя Социалистического Труда с вручением ордена Ленина и золотой медали «Серп и Молот».
В дальнейшем продолжала работать звеньевой. Получала высокие урожаи табака. В 1958 году вместо 16,7 центнеров с гектара её звено получило 22,73 центнера табака с гектара на площади 3,5 гектара. С 1968 года являлась персональным пенсионером Всесоюзного значения.
Проживала в родном селе Саригюх. Умерла в 1980 году.

## Награды
За трудовые успехи удостоена:
- золотая звезда «Серп и Молот» (14.06.1950),
- орден Ленина (14.06.1950),
- другие медали.